# Accident aeri de la selecció de futbol de Zàmbia de 1993
El vespre del 27 d'abril de 1993, un avió DHC-5 Buffalo de transport de la Força Aèria de Zàmbia es va estavellar contra l'oceà Atlàntic poc després de partir cap a Libreville, Gabon. El vol portava la major part de la selecció de futbol de Zàmbia a un partit de classificació de la Copa del Món de la FIFA de 1994 contra la Senegal a Dakar. Els 25 passatgers i cinc tripulants van morir. La investigació oficial va concloure que el pilot havia apagat el motor equivocat després d'un incendi del mateix. També es va trobar que la fatiga del pilot i un instrument defectuós havien contribuït a l'accident.

## Víctimes
Totes trenta persones a bord van morir a l'accident.
Tripulació
- Coronel Fenton Mhone (pilot)
- Tinent Coronel Victor Mubanga (pilot)
- Tinent Coronel James Sachika (pilot)
- Major Edward Nambote (enginyer de vol)

Futbolistes
- Efford Chabala (porter)
- John Soko (defensa)
- Whiteson Changwe (defensa)
- Robert Watiyakeni (defensa)
- Eston Mulenga (defensa)
- Derby Makinka (centrecampista)
- Moses Chikwalakwala (centrecampista)
- Wisdom Mumba Chansa (centrecampista)
- Kelvin "Malaza" Mutale (davanter)
- Timothy Mwitwa (davanter)
- Numba Mwila (centrecampista)
- Richard Mwanza (porter)
- Samuel Chomba (defensa)
- Moses Masuwa (davanter)
- Kenan Simambe (davanter)
- Godfrey Kangwa (centrecampista)
- Winter Mumba (defensa)
- Patrick "Bomber" Banda (davanter)

Cos tècnic
- Godfrey "Ucar" Chitalu (entrenador)
- Alex Chola (assistent)